# Foo Fighters
Foo Fighters je ameriška rock skupina iz Seattla, ustanovljena leta 1994. Ustvarili so veliko uspešnic, med njimi: »This Is a Call«, »Everlong«, »Learn to Fly«, »All My Life«, »Times Like These«, »Best of You«, »DOA«, »The Pretender«, »Long Road to Ruin« in druge. Prejeli so enajst grammyjev, dve BRIT Awards in eno MTV Music Video Award.
Skupino je ustanovil Dave Grohl, ki je bil prej bobnar skupine Nirvana. Skupina Foo Fighters je poimenovana po izrazu iz druge svetovne vojne (foo fighter), katerega so uporabljali zavezniški vojaški piloti za poimenovanje skrivnostnih nebesnih pojavov. Predvidevajo, da se je izraz foo-fighter prvič pojavil kot izraz za japonske vojaške pilote, ki so bili znani po nenavadnem letenju in ekstremnem manevriranju.

## Diskografija
- Foo Fighters (1995)
- The Colour and the Shape (1997)
- There Is Nothing Left to Lose (1999)
- One by One (2002)
- In Your Honor (2005)
- Echoes, Silence, Patience & Grace (2007)
- Wasting Light (2011)
- Sonic Highways (2014)
- Concrete And Gold (2017)
- Medicine at Midnight (2021)

## Člani skupine

### Trenutni člani:
- David Dave Grohl – vokal, kitara, bobni in klavir (1994–danes)
- Nate Mendel – bas kitara (1995–danes)
- Chris Shiflett – kitara in vokali (1999–danes)
- Pat Smear – kitara (1995–danes)

### Bivši člani:
- Franz Stahl – kitara, vokali (1997–99)
- William Goldsmith – bobni, tolkala in vokali (1995–97)
- Taylor Hawkins – bobni, tolkala, vokali, klavir in kitara (1997–2022)